# Гербрехтінген
Гербрехтінген (нім. Herbrechtingen) — місто в Німеччині, знаходиться в землі Баден-Вюртемберг. Підпорядковується адміністративному округу Штутгарт. Входить до складу району Гайденгайм.
Площа — 58,63 км2. Населення становить 13 051 ос. (станом на 31 грудня 2020).